# Verdille

Verdille este o comună în departamentul Charente, Franța. În 1 ianuarie 2022 avea o populație de 383 de locuitori.